# Echinaster stereosomus
Echinaster stereosomus är en sjöstjärneart som beskrevs av Fisher 1913. Echinaster stereosomus ingår i släktet Echinaster och familjen krullsjöstjärnor.
Artens utbredningsområde är Filippinerna. Inga underarter finns listade i Catalogue of Life.